# Kaple Navštívení Panny Marie (Libochovany)
Kaple Navštívení Panny Marie v Hrádku u Libochovan v lokalitě Hrádek nad kaňonovitým údolím Porta Bohemica je pozdně je barokní sakrální stavbou. Nachází se v dubovém lese na křižovatce turistické zelené značky Kamýk – Velké Žernoseky. Jedná se zároveň o cyklostezku č. 3057 s neznačenou cestou z Libochovan do Velkých Žernosek, odkud je přístup za lesem podél místních vinic. V lokalitě se nachází také nová výklenková kaplička zasvěcená sv. Hubertovi (benedikována 9. července 2011) a na maloplošném chráněném území – přírodní rezervace vrch Kalvárie s místním označením Tři kříže, který je vzdálený od kaple asi 700 metrů.

## Historie
Kaple na Hrádku stojí na místě bývalé tvrze. Původně byla dřevěná, v roce 1759 byla postavená na zděných základech Ondřejem Waldmanem, lesníkem ve službách lovosické vrchnosti. Kaple byla navštěvována i v období komunistické totality. V devadesátých letech 20. století proběhla obnova této kaple zásluhou administrátora libochovanské farnosti Jaroslava Stříže, který ji za nemalého finančního přispění věřících z Brna opravil. Pomáhal mu při opravě jeho tatínek František Stříž, přátelé z Brna manželé Kozlovští a pan Karlík z Litoměřic. Jejich jména jsou na památku vyryta v omítce půdy kapličky. Věžičku udělal zdarma libochovanský tesař. Za několik let po rekonstrukci byla kaple vykradena a částečně zdevastována. V roce 1999 byla znovu opravena, ovšem skromněji (chybí kříž na věžičce, zvon a měděné oplechování). Na počátku 21. století je kaple v dobrém stavu, nicméně v okolí kaple je velký počet mravenišť chráněného mravence lesního a jeho výskyt do značné míry znemožňuje poutní aktivity.
Je oblíbeným poutním místem v období kolem 2. července, na které původně připadala před liturgickou reformou oslava Navštívení Panny Marie (dnes 31. května). Přilehlé obce se snaží udržet tradici a pořádají zde také každoroční májové poutě.

## Architektura
Kaple je obdélná, s odsazenou polygonální apsidou a severním průčelím vrcholícím volutovým štítem. Na hřebeni střechy presbytáře je sanktusník. Kaple má nezasklená okna s mřížemi. Uvnitř kaple je plochý strop. Na oltáři se nacházel obraz s chronogramem 1758. Vnitřní zařízení je jednoduché.

## Galerie

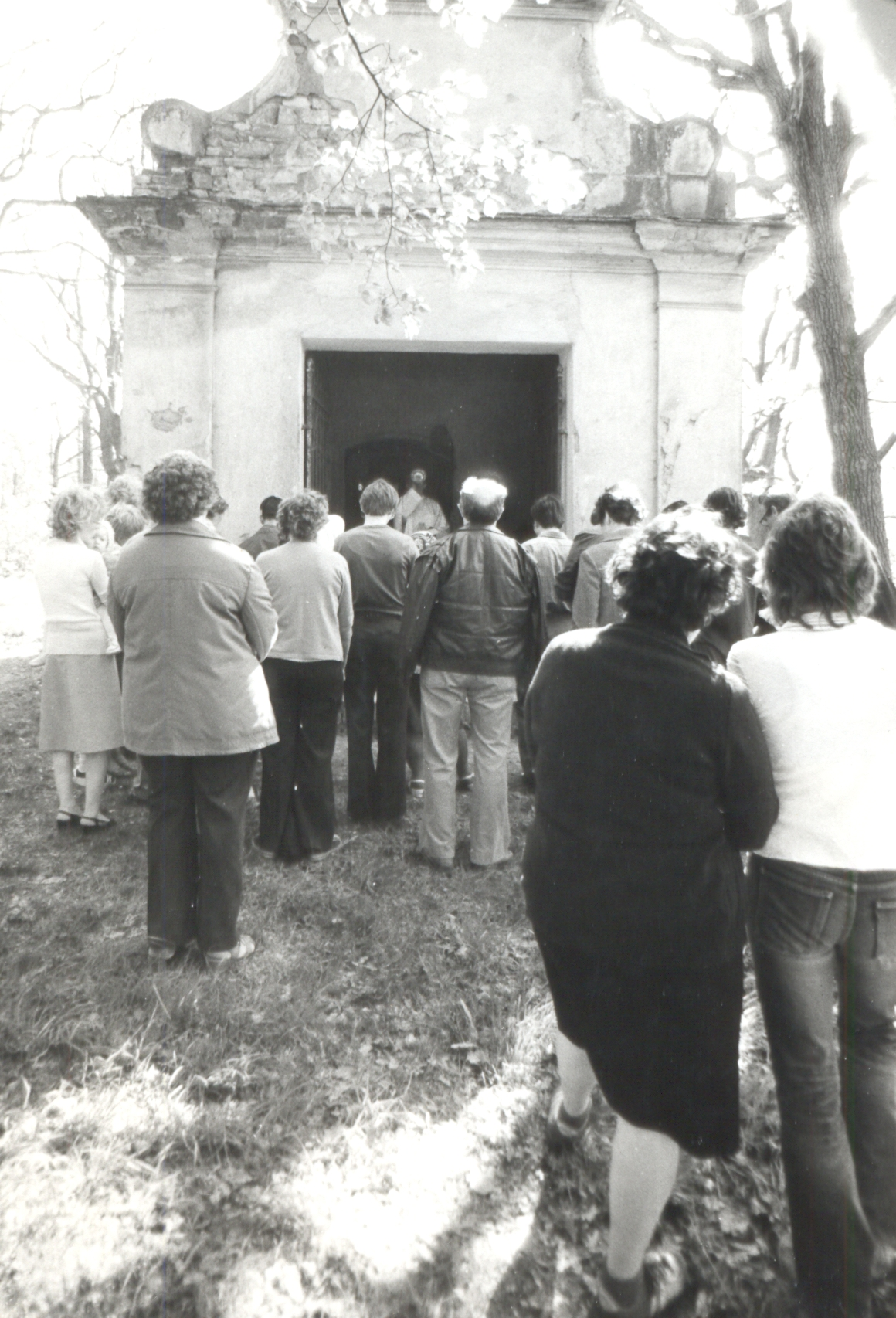
Pouť v 70. letech 20. stol.
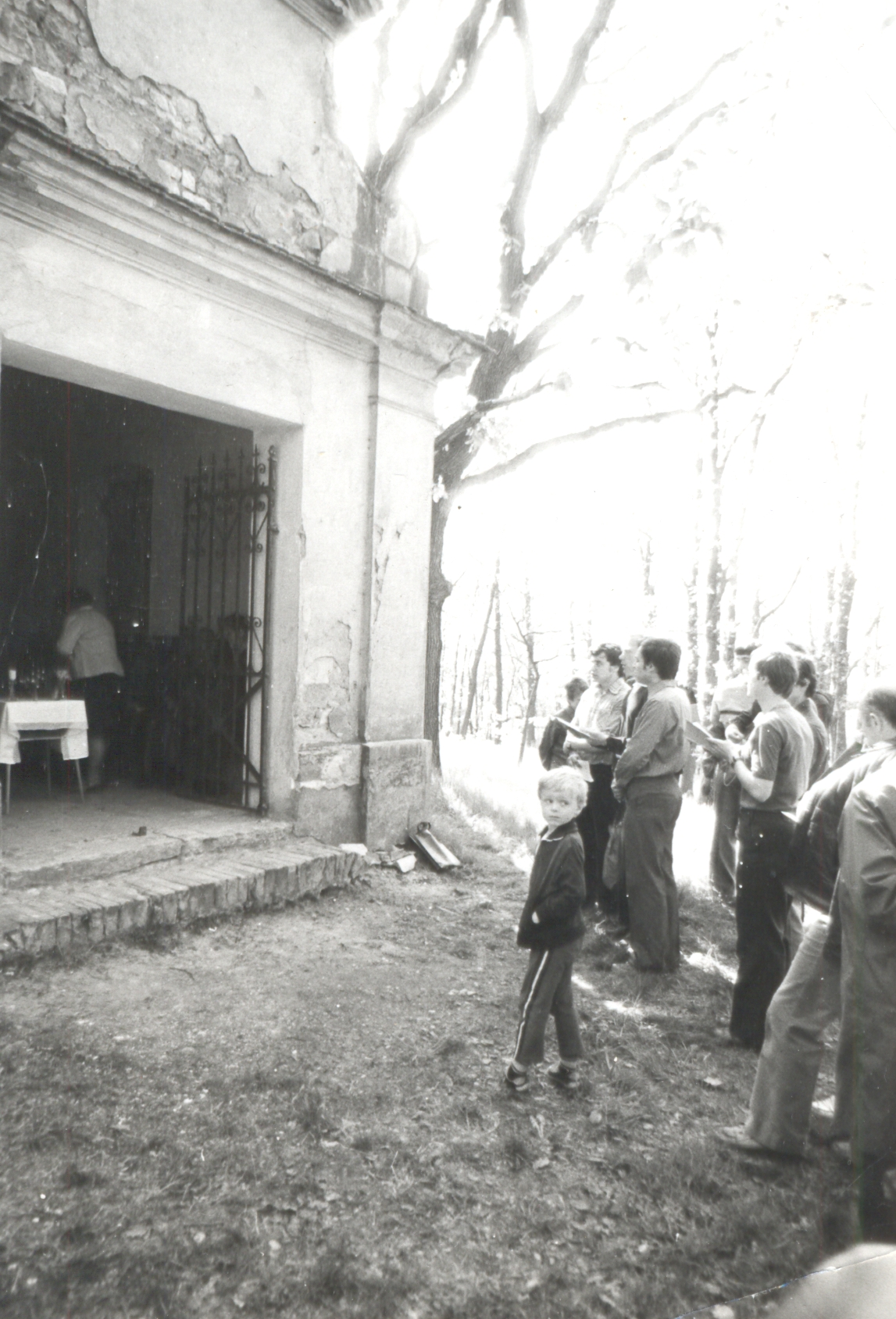
Boční pohled na poutníky a kapli
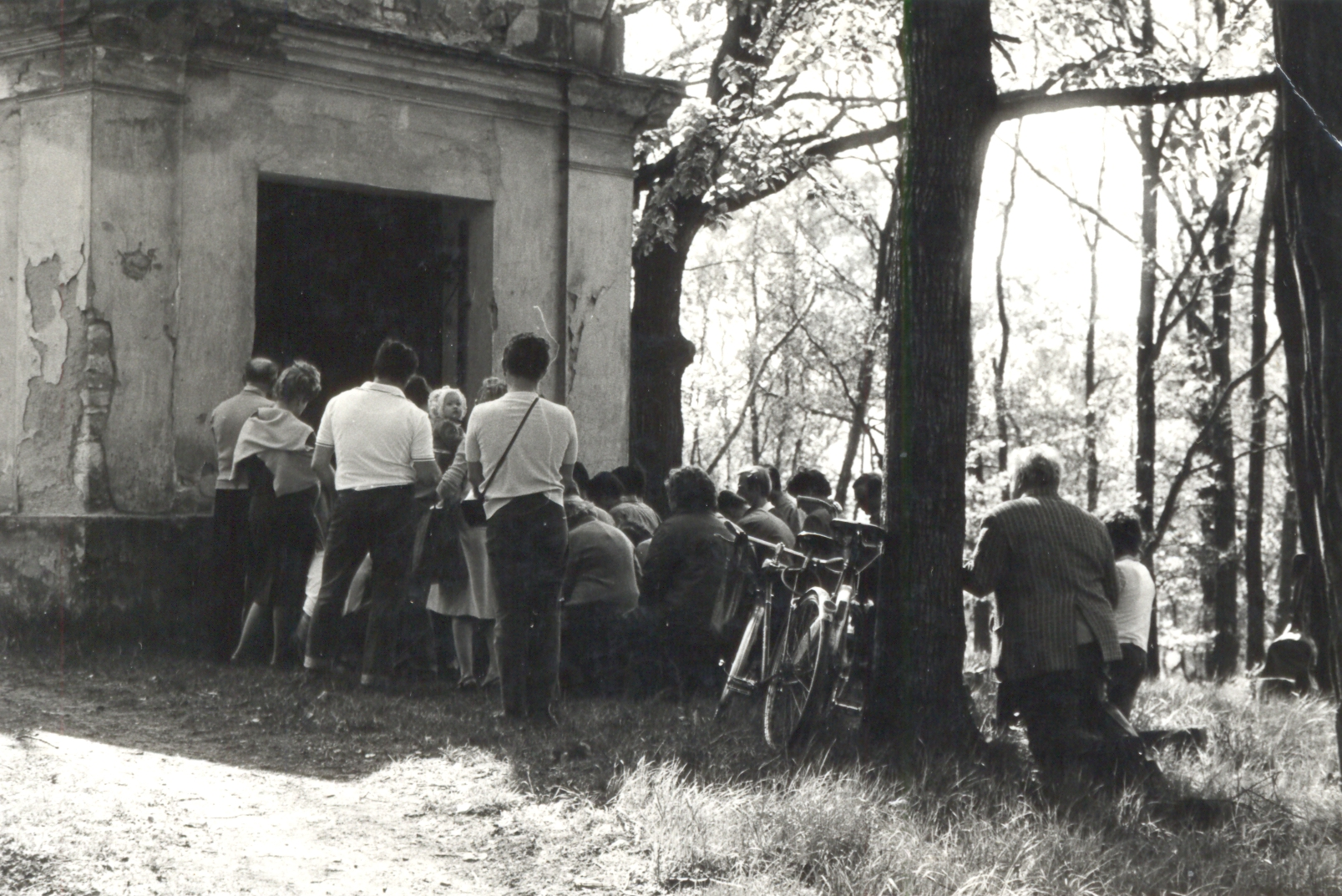
Pouť v kapli Navštívení Panny Marie, 70. léta 20. století